# 松山守善
松山 守善（まつやま もりよし、1849年（嘉永2年10月） - 1945年（昭和20年）7月22日）は、日本の弁護士。政治家、衆議院議員（1期）。

## 経歴
熊本県出身。漢学と皇典を学ぶ。水戸へ行き、水戸学を修める。その後、司法省出仕を経て、代言人から弁護士となり、熊本弁護士会長に就任する。また、熊本市参事会員、同市会議員を務めた。
1890年の第1回衆議院議員総選挙において熊本6区から自由党公認で立候補して初当選する。翌1891年に当選無効となった。1902年の第7回衆議院議員総選挙では熊本県郡部から立憲政友会公認で立候補したが落選した。1945年に死去した。